# سباستین رولی
سباستین رولی (اسپانیایی: Sebastián Rulli‎؛ زادهٔ ۶ ژوئیهٔ ۱۹۷۵) یک مدل و هنرپیشه اهل آرژانتین است.او همسر آنجلیک بویر بازیگر مکزیکی است.
از فیلم‌ها یا برنامه‌های تلویزیونی که وی در آن نقش داشته است می‌توان به ترسا اشاره کرد.